# 被害者非難
被害者非難（ひがいしゃひなん、英語: victim blaming）は、犯罪または不正行為によって生じた被害に関して、その責任の一部または全部を被害者に負わせることである。犠牲者非難（ぎせいしゃひなん）、被害者たたき、被害者バッシングとも呼ばれる。
ドメスティックバイオレンス、性犯罪、いじめ、児童虐待、ストーカー、傷害事件の被害者に対する偏見は昔から現在に至るまで存在している（詳細は後述）。例えば、被害者と加害者が元々知り合いの場合、強盗よりも強姦の被害者が責められる傾向が強い。
被害者非難によって被害者は他者から誹謗中傷などの二次被害を受け、委縮して被害を訴えることを諦め、逆に自分を責めてしまうことも多い。特に性犯罪の場合は、他の犯罪よりも必要な保護が受けにくい構造にあるとされる。

## 歴史
1971年に、心理学者のWilliam Ryanが『blaming the victim』を出版し、被害者非難という用語を創造した。ただし、概念自体はその前から存在しており、例えば1947年にAdornoは、後に被害者非難と呼ばれるようになる概念を「ファシストの最も悪い特徴の1つ」と定義した。1950年には、Adornoとカリフォルニア大学バークレー校の3人の教授は『権威的性格』の中でF-scaleという性格テストを策定した。
2007年、Nicky Aliは『DV百科事典』の中で、被害者非難の最も典型的な表現は「それを求めていた」であるとした。例えば、性暴力の被害者に対して言われる「彼女はそれを求めていた」がそれにあたる。

## 性的暴行における被害者非難
性的暴行の被害者は、強姦神話による不当な差別や偏見を受けることがある。例えば、強姦に遭った女性（特に処女の場合）は、「傷がついた」と見なされることがある。犠牲者は孤立し、身体的・精神的な虐待、「ふしだらな女だ」という烙印、公の辱め、友人や家族からの勘当、結婚の禁止、離婚などの被害を受け、殺害（名誉の殺人）されることすらある。しかしながら、多くの先進国においても、女性差別的な風習はいまだに残っている。
性的暴行の被害者である女性に対する偏見の1つの例は、露出の多い服装をした女性は積極的に男性を誘惑しているとし、挑発的な服装が男性の性的攻撃性を刺激したという考えである。被害者に対するこのような誹謗中傷は、言葉による女性の意思表示に関わらず、露出の多い服装が性行為への同意を意味するという思い込みから生じている。

## 原因
公正世界仮説
被害者側が悪いことを行ったから、罰が当たったという推測によって、自分は秩序のある世界に生きている安全な存在であるという信念維持、誤解を自己暗示させる行為である（被害者に非難を行っている時点で誤解であることが理解できていないのである）。
被害者が自分と属性が似通っている時や原因が特定できない時に、自分は安全であるという暗示を行うために、被害者の人格を攻撃したり、非難が行われる傾向がある。
公正世界仮説を信奉している人間は、被害の埋め合わせが行われていない場合、被害者が長期的な苦悩を強いられたり、被害の回復が望めないような場合ほど、被害者への攻撃と周りを巻き込み被害を大きくする傾向がみられる。それによって、被害者はより苦悩し悪循環に陥り、法的に「公正世界仮説を信奉している人間」に罰が下るという皮肉的なことになる。
根本的な帰属の誤り
状況を見ずに、個人の気質などを重視する帰属バイアス。結果や状況などの事実を無視して、人種差別や女性差別などのステレオタイプに置き換えられる。被害者と加害者が知り合いである場合には、強盗の被害者よりも強姦の被害者のほうが非難されやすいという傾向がある。
言い訳、自己正当化
加害者側の否認行動の結果
いじめ
弱いものいじめ、ネットいじめ、ハラスメント行為。いじめにおいて、被害者に落ち度がなくとも、集団にいじめられていた場合は否定的評価が付けられる恐れがある。
理想的な被害者
1980年代、ノルウェー人犯罪学者 Nils Christie は理想的な被害者の認識を広めた。帰宅途中に引ったくりにあった老婆は理想的な被害者である。対して、酒場で知り合いに刺された男性は理想的ではない被害者で、事情を知らない人間により酒場も相手も避けられ、自己防衛も出来たはずであるとして非難される。
尋問や報道の結果
被害者側への尋問や報道によるセカンドレイプ。

## 国際的な状況
世界中の多くの地域で、強姦・ヘイトクライム・DVなどの状況毎に、様々な度合いで被害者非難が存在している。特に、特定の集団を見下すことが社会的に容認・推奨されている文化圏で顕著である。
ソマリアでは、性的暴行の被害者はハラスメントや社会的排除にたえず苦しんでいる。14歳で誘拐され強姦されたファティマという少女は、警察が到着すると犯人とともに逮捕された。犯人は短期間で釈放された一方、彼女は1か月間監禁され、その間ひっきりなしに刑務官によって強姦された。
ナイジェリアでは、反政府武装勢力のボコ・ハラムによる監禁（ナイジェリア生徒拉致事件）から解放された少女が、しばしば地域社会や家族から拒絶されていたと、2016年2月にインターナショナル・アラートとユニセフが報告した。
南アジアでは、悪行を罰するとして女性に対して酸をかけるアシッドアタックが行われることがあり、これも被害者非難の1つの例である。
中国では、女性は強姦に対して肉体的に抵抗すると考えられているため、被害者非難はしばしば強姦と関連がある。強姦が発生した場合、女性にもその責任の少なくとも一部があると見なされ、女性の純潔は必然的に疑問視される。
西洋では、被害者非難は誤った状況判断だと広く認識されているが、それでも被害者非難が行われることがある。例えば、2013年にロサンゼルスで行われた民事裁判では、教師から性的暴行を受けた14歳の少女に対して、学校側が非難を行った。学校側の弁護士は、虐待を防止する責任は少女にあると主張し、全ての落ち度は加害者ではなく被害者にあるとした。結局、判決では、教師から暴行を受けた生徒がそれを防止する責任を負うことはないとされた。

## 対策
被害者非難は名誉毀損罪、侮辱罪などの法的問題となりうる。被害者学の研究では、被害者に責任があるとする認識を軽減させようと努めている。
- 名誉棄損裁判
- 発禁（発売頒布禁止処分） - 国によっては被害者を特定する情報は発禁となる。
- 絶版 - 被害者の名誉毀損やプライバシー侵害裁判の結果、回収・絶版の命令が下されることがある[30]。
- 犯罪被害者支援制度、犯罪被害者のサポート組織に連絡する。

## 関連文献
- Ryan, William (1971). Blaming the Victim. Pantheon Books. ISBN 0394417267
- Glenn, Taylor (2015年9月10日). “From refugees to rape victims, what causes victim blaming?”. The Guardian. 2019年1月26日閲覧。
- Ito, Masami (2018年1月6日). “Shifting attitudes toward sexual violence in Japan”. The Japan Times. 2019年1月26日閲覧。